# Кастор и Полукс (опера)
Кастор и Полукс е опера от Жан-Филип Рамо, изпълнена за първи път в Париж на 24 октомври 1737 г.

## Създаване
Това е третата опера на Рамо, появила се по време когато бурните отзиви от първата Иполит и Ариция все още не са утихнали. Консервативните критици, привърженици на „бащата на френската опера“ Жан-Батист Люли, виждат в нововъведенията и модерния стил на Рамо атака към традицията въведена от Люли. От друга страна, модерното звучене на Рамо също е спечелило много привърженици, така че премиерата на „Кастор и Полукс“ е очаквана с голям интерес. Либретото написва младия поет Пиер-Жозеф-Жюстен Бернар по мотиви от легендата за братята. Операта пожънва голям успех. До края на 1737 е изпълнена 20 пъти, но не се появява отново в оперния репертоар чак до 1754, когато дебютира повторно след значително преработване от страна на Рамо. Оперните експерти спорят и до днес кой от двата варианта е по-добър. В днешно време, операта се връща на сцена за пръв път през 1903. В публиката присъства и Клод Дебюси.

## Сюжет
Кастор и Полукс са известни митични герои. Въпреки че са близнаци, единият е безсмъртен (Полукс), а другият – смъртен (Кастор). И двамата са влюбени в красивата принцеса Телера, но тя обича само Кастор. Двамата братя тръгват на война срещу вражески цар, която завършва трагично – Кастор е убит. Операта започва с погребението: Телера споделя скръбта си със своята приятелка Феба в "Tristes apprêts", която е сред най-известните арии на Рамо. Полукс и неговата група спартански войни прекъсват церемонията като пристигат, носейки тялото на убития за отмъщение вражески цар. Полукс признава своята любов към Телара. Вместо да му даде отговор, тя го умолява да отиде при баща си върховния бог Юпитер и да поиска да върне живота на Кастор.
Второ действие започва с терзаещия се Полукс. Той знае, че ако изпълни молбата на Телера, никога няма да се ожени за нея. Все пак той решава да спаси брат си. Юпитер слиза от небето, за да изслуша молбата му, но заявява, че е безсилен да се намеси. Кастор може да се върне в света на живите единствено ако Полукс заеме мястото му сред мъртвите. Отчаян, че никога няма да има любовта на Телера, Полукс решава да слезе в подземното царство.
В трето действие Феба се опитва да разубеди Полукс, разкривайки своята любов към него. Когато вижда непреклонността му, тя събира демоните от подземния свят, за да го спрат. Полукс се бие с тях и с помощта на бога Меркурий слиза в Хадес.
Сцената в четвърто действие ни пренася в Елисейските полета. Кастор е учуден да види своя брат тук и изслушва изповедта му за направената саможертва. Той не може да я приеме и му заявява, че ще се възползва от нея само за 1 ден, за да види Телера за последен път.
Пето действие ни пренася отново в Спарта. Феба, виждайки Кастор, си помисля че Полукс ще остане завинаги в подземното царство и се самоубива за да го последва там. Но Кастор заявява на Телера, че е тук само за 1 ден, за да и каже колко я обича. В този момент Юпитер слиза от небето и отсъжда, че и двамата братя могат да станат безсмъртни.
Операта завършва с „Фестивала на Вселената“, в който звездите, планетите и Слънцето празнуват решението на боговете и присъединяването на братята в Зодиака като съзвездието Близнаци.

## Други опери със същото заглавие
През 1779 г. италианският композитор Франческо Бианки създава операта „Кастор и Полукс“ по същото либрето както и Рамо, написано от Карло Фругони по френския текст на Пиер-Жозеф-Жюстин Бернар. Операта е 4-актна, доста екстравагантна за времето си и съобразена с френския стил. Съдържа много елементи, които по това време вече са премахнати от италианските сериозни опери. Това са участието на богове, неочаквани промени в сцените, арии без излизане на сцената, масово използване на хор и една адска сцена в подземния свят, придружена с танци. Премиерата е в „Театро дела Пергола“ във Флоренция на 10 януари 1779 г. По-късно операта е преработена на 3-актна и е изпълнена на 8 септември в същия театър и през същата година.